# Auguste Jordan
Auguste Jordan (ur. 21 lutego 1909 w Linzu, zm. 17 maja 1990 w Château-Thierry) – austriacki, a potem francuski piłkarz grający na pozycji pomocnika, reprezentant Francji, trener piłkarski.

## Kariera klubowa
Wychowanek klubu LASK Linz. Jako 15-latek zadebiutował w pierwszej drużynie LASK-u. W 1932 przeszedł do pierwszoligowego Floridsdorfer AC, w barwach którego w pierwszym że sezonie strzelił 16 bramek, zajmując czwarte miejsce w klasyfikacji strzelców. W następnym sezonie zdobył 9 bramek, po czym został zaproszony do francuskiego RC Paris. Barwy paryskiego klubu bronił przez 12 lat zdobywając wiele tytułów. W 1945 zakończył karierę piłkarską.

## Kariera reprezentacyjna
W 1937 przyjął obywatelstwo francuskie, co pozwoliło mu występować w reprezentacji Francji w mistrzostwach świata 1938.

## Kariera trenerska
Jeszcze będąc piłkarzem trenował w latach 1940–1941 zespół SAS Épinal. Po zakończeniu kariery piłkarskiej trenował kluby Red Star Paryż i Olympique Marsylia. W latach 1950–1952 prowadził reprezentację Protektoratu Saary. W 1953 objął stanowisko trenera RC Paris i w tej roli pracował przez 5 lat. W 1963 został samodzielnym trenerem belgijskiego Standard Liège.

## Sukcesy i odznaczenia

### Sukcesy klubowe
- mistrz Górnej Austrii amatorów: 1924, 1925, 1927, 1929, 1930, 1931
- mistrz Austrii amatorów: 1931
- mistrz Francji: 1936
- zdobywca Pucharu Francji: 1936, 1939, 1940, 1945

### Sukcesy trenerskie
- mistrz Belgii: 1963